# Ilona Hoeksma
Ilona Hoeksma (Luxwoude, 22 mei 1991) is een Nederlandse wielrenster. Vanaf 2018 rijdt ze voor Parkhotel Valkenburg - Destil, net als tussen 2014 en 2016. In 2017 reed ze voor de Noorse wielerploeg Hitec Products.
In mei 2016 behaalde Hoeksma twee podiumplekken in de slotritten van de Chinese rittenkoersen Ronde van Chongming en de Tour of Zhoushan Island. Twee dagen na haar 77e plek in La Course op de Champs-Élysées in Parijs, won ze de Profronde van Surhuisterveen, na twee jaar tweede te zijn geworden. In augustus werd ze zevende in de massasprint tijdens de tweede etappe van de Route de France. Tijdens de sprint van de derde etappe kwam ze echter hard ten val met een gebroken sleutelbeen, vijf gebroken ribben en een klaplong tot gevolg.

## Palmares
2015
- 5e in 2e etappe Tour de Feminin - O cenu Českého Švýcarska

2016
- 3e in 3e etappe Ronde van Chongming
- 3e in 3e etappe Tour of Zhoushan Island
- 5e in Sparkassen Giro
- 8e in NK op de weg

2017
- 4e in Spar Flanders Diamond Tour

De Baat · De Boer · Eshuis · Van Gogh · Van den Hoek · Hoeksma · Markus · Otten · Peetoom · Post · Van de Ree · Rooijakkers · Slik · Soemanta · Tromp
De Boer · Van den Bos · Ensing · Van Gogh · Van den Hoek · Hoeksma · Markus · Post · Rooijakkers · Slik · Stougje · Tromp · De Vries
De Boer · Van den Bos · Buurman · Ensing · Van Gogh · Hoeksma · Knauer · Koedooder · Post · Rooijakkers · Solovej · Stougje · Tromp
Aalerud · Andersen · Becker · Bjørnsrud · Frapporti · Gaskjenn · Gotaas Johnsen · Hatteland Lima · Heine · Hoeksma · Kessler · Moberg · Thorsen
De Boer · Van der Burg · Buysman · De Gast · Van Gogh · Hoeksma · Raaijmakers · Roberts · De Ruiter · Solovej · Stougje · Uiterwijk Winkel · Van Veen · Wiebes